# Drahanovice
Drahanovice (in tedesco Drahanowitz) è un comune della Repubblica Ceca facente parte del distretto di Olomouc, nella regione di Olomouc.